# Işıtan Gün
Özgür Işıtan Gün (Ankara, 7 december 1975) is een Turkse zakenman en sinds 2016 eigenaar van de Limburgse betaaldvoetbalclub Fortuna Sittard.

## Levensloop
Işıtan Gün is geboren in de Turkse hoofdstad Ankara in 1975. Hij ging naar de middelbare school in Kadıköy, Istanboel. In 1998 studeerde hij af als econoom aan de Boğaziçi Universiteit. In 2000 behaalde hij zijn master diploma economie aan de City University of New York. Na enkele jaren in de ontwikkelings- en financiële sector gewerkt te hebben in de Verenigde Staten, keerde hij in 2006 terug naar Turkije als bestuurder van Met Capital Partners, dat investeerde in de verduurzaming van de energiesector.

## Voetbalbestuurder
In 2013 trad Gün toe tot het bestuur van de Turkse topclub Galatasaray SK onder voorzitter Ünal Aysal als COO. In 2014 maakte Aysal bekend ontslag te nemen, waarna Gün ook vertrok.
In 2016 werd bekend dat Gün 85% van de aandelen kocht voor 850 duizend euro van de noodlijdende Fortuna Sittard, dat toen uitkwam in de Jupiler League. In 2018 promoveerde Fortuna naar de Eredivisie.
In 2021 maakte Gün deel uit van het bestuur dat werd verkozen met als voorzitter Burak Elmas. Hij keerde daarmee terug naar het bestuur van Galatasaray. Nog geen jaar later werd het bestuur gedwongen af te treden na een ledenstemming en vertrok Gün weer bij Galatasaray.